# Paprotka zwyczajna

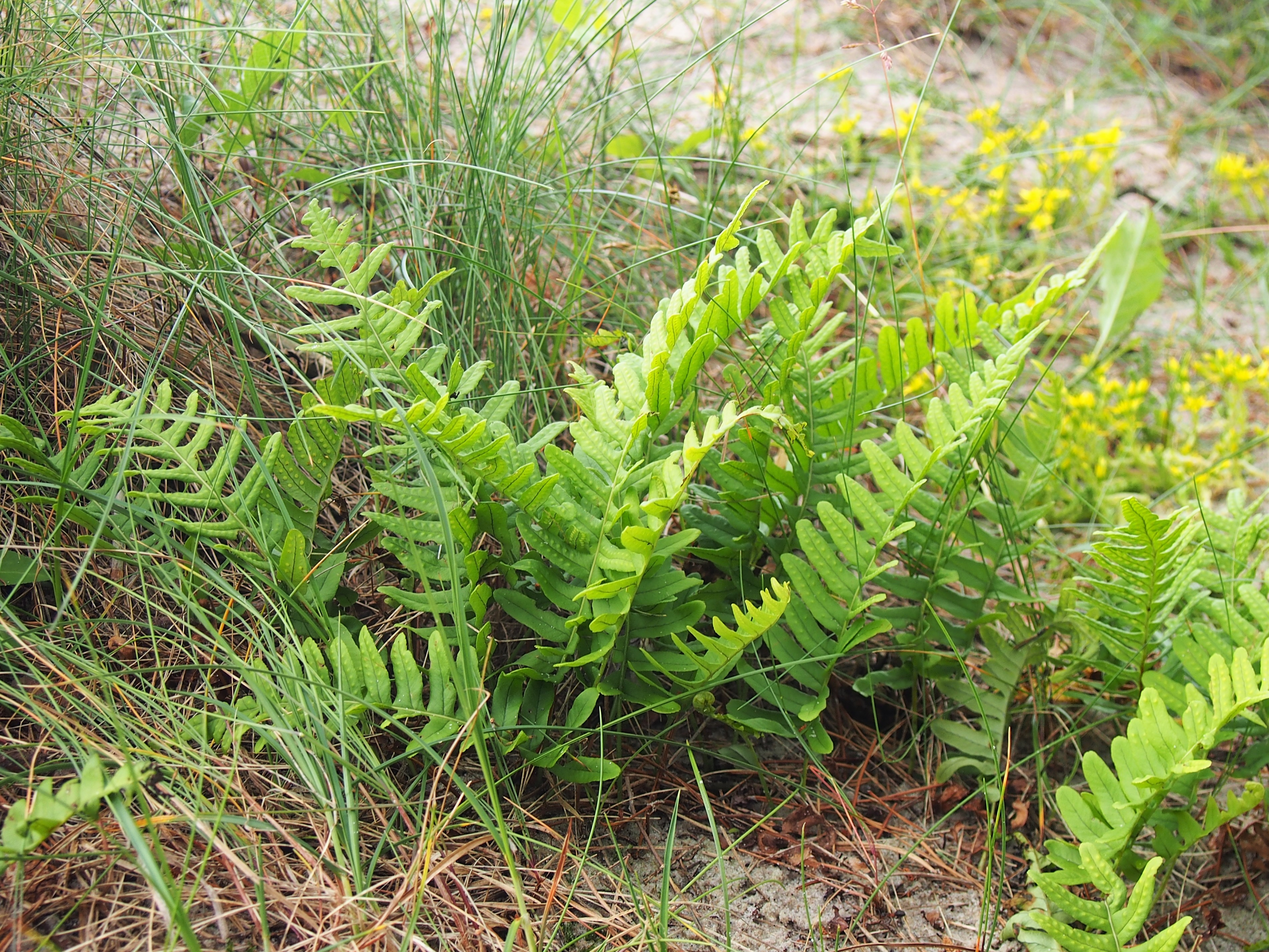
Paprotka zwyczajna rosnąca na wydmie nadmorskiej

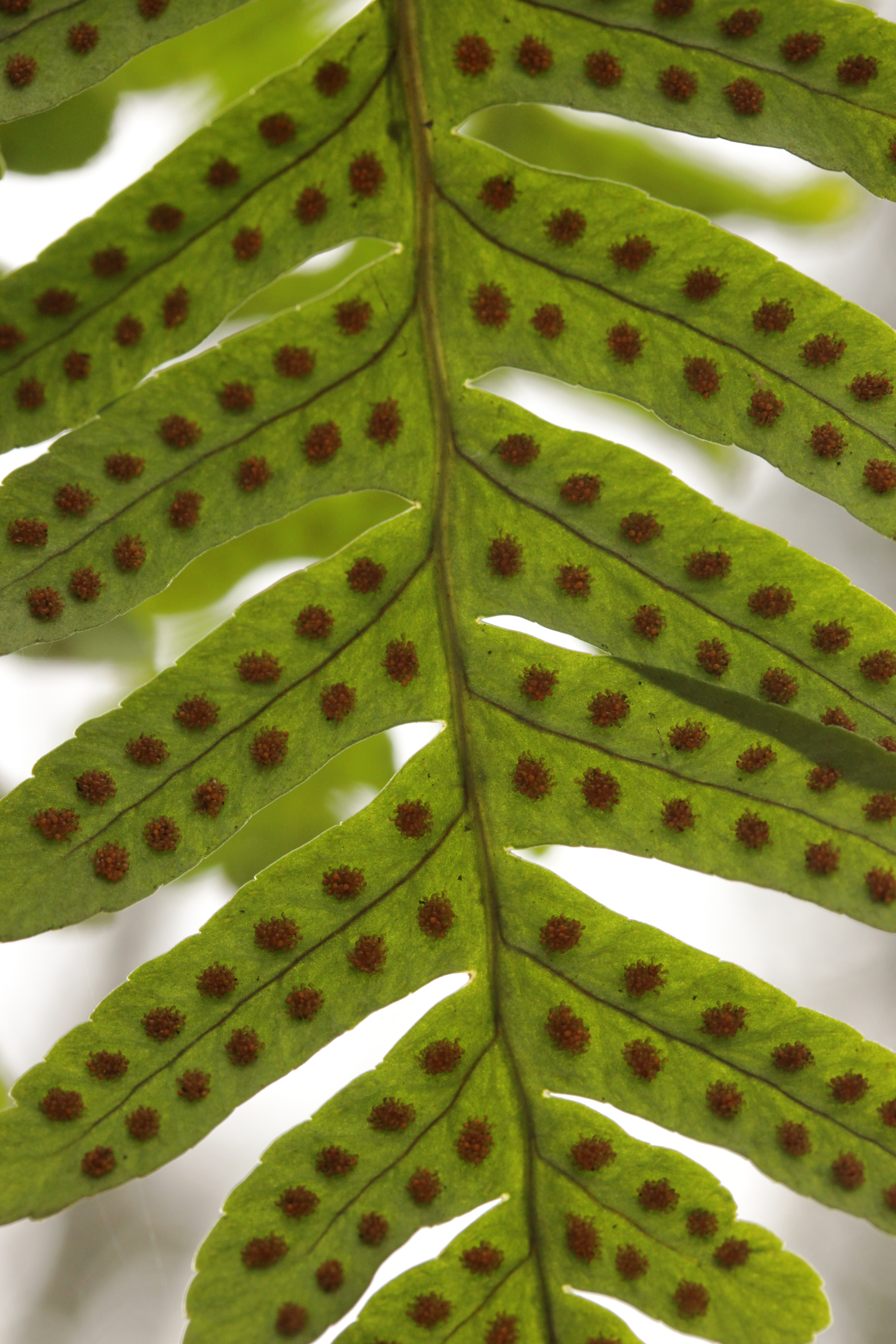
Okrągłe kupki zarodni na spodniej stronie liścia

Paprotka zwyczajna (Polypodium vulgare) – gatunek paproci należący do rodziny paprotkowatych. Dawniej uznawana za takson szeroko rozprzestrzeniony w świecie, zwłaszcza na półkuli północnej. Od drugiej połowy XX wieku takie ujęcie odpowiada kompleksowi kilkunastu gatunków, do których należy paprotka zwyczajna wąsko ujmowana jako gatunek powstały w wyniku skrzyżowania Polypodium sibiricum i P. glycyrrhiza. Występuje w Europie i zachodniej Azji. W Polsce jest to roślina dość pospolita na całym obszarze. Rośnie na różnych siedliskach – w lasach, na skałach i murach. Zwłaszcza dawniej wykorzystywana była jako roślina lecznicza, czasem lub lokalnie jako jadalna (zwłaszcza w okresach głodu), przy czym z powodu słodkiego smaku kłączy zwana była zwyczajowo w efekcie „paprotką słodką” i „słodyczką”. Uprawiana bywa jako roślina ozdobna, w tym także w postaci oryginalnych odmian ozdobnych, mocno różniących się od roślin typowych.

## Rozmieszczenie geograficzne
W dawnym szerokim ujęciu systematycznym do Polypodium vulgare włączano kilkanaście wyróżnianych obecnie gatunków, których zasięg obejmuje rozległe obszary półkuli północnej, w tym Amerykę Północną, stąd w starszych źródłach areał występowania gatunku przedstawiany jest szeroko.
Paprotka zwyczajna we współczesnym ujęciu występuje niemal w całej Europie, z wyjątkiem niektórych wysp Morza Śródziemnego, w zachodniej Azji sięgając na wschodzie po północno-zachodnie Chiny (region autonomiczny Sinciang) i Buriację w Rosji. Gatunek rośnie też w oddalonej od zwartego zasięgu południowej Afryce, na Wyspach Kerguelena oraz na Dalekim Wschodzie Azji – od Sachalinu po Koreę. Jako gatunek introdukowany rozprzestrzenia się w Nowej Zelandii. Nie wyjaśniono dotychczas przyczyny rozłącznego areału występowania paprotki zwyczajnej i taksonów, z których skrzyżowania gatunek ten powstał (występujących razem w północno-wschodniej Azji i północno-zachodniej Ameryce Północnej).
W Polsce paprotka zwyczajna jest rozpowszechniona, zwłaszcza w górach jest pospolita, lokalnie jednak bywa rzadsza lub brak jej na niektórych obszarach, zwłaszcza w północnej części województwa podkarpackiego, w różnych częściach mazowieckiego i podlaskiego.
Płodny i utrwalony mieszaniec – paprotka przejściowa P. interjectum – występuje w Europie zachodniej i środkowej, na wschodzie sięgając po okolice Moskwy i Krym. W Polsce znany jest tylko z Pogórza Kaczawskiego, podawany był też z okolic Szczecina. Bardziej rozpowszechniony w Polsce jest sterylny, ale długowieczny i rozrastający się wegetatywnie mieszaniec między paprotką zwyczajną i przejściową – paprotka mieszańcowa P. ×mantoniae. Znany jest on z szeregu stanowisk z województwa dolnośląskiego i pasa wyżyn oraz pojedynczych stanowisk w północnej Polsce – z wyspy Wolin i Pojezierza Brodnickiego.

## Morfologia
KłączeCzołgające się, nieco spłaszczone, osiągające do 40 cm długości i do 7 mm grubości. Pokryte jest złotobrunatnymi łuskami kształtu szczeciniastego do lancetowatego, na brzegach z tępymi lub ostrymi wyrostkami, osiągającymi 3,5–4 mm długości.

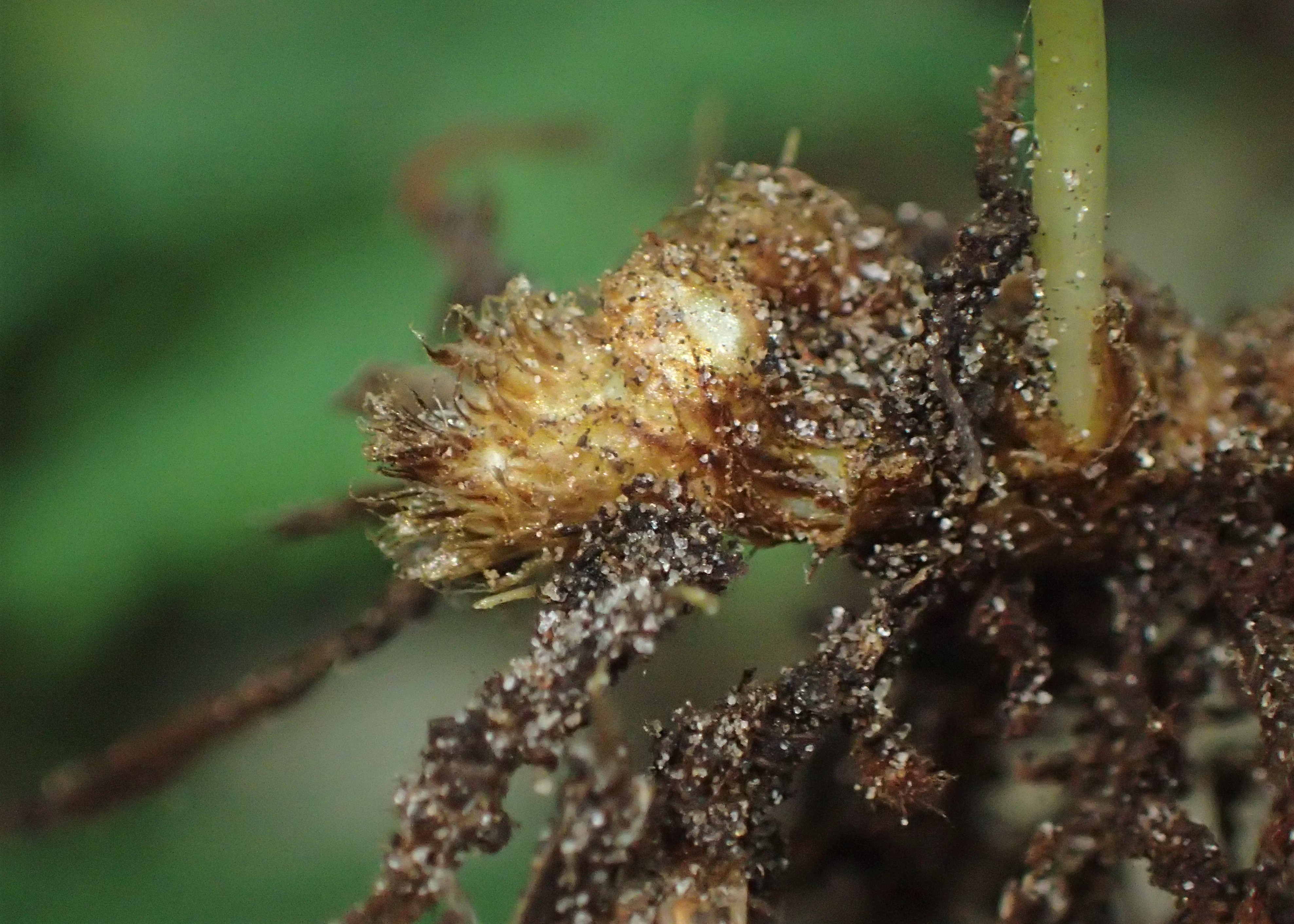
Pąk szczytowy kłącza pokryty łuskami
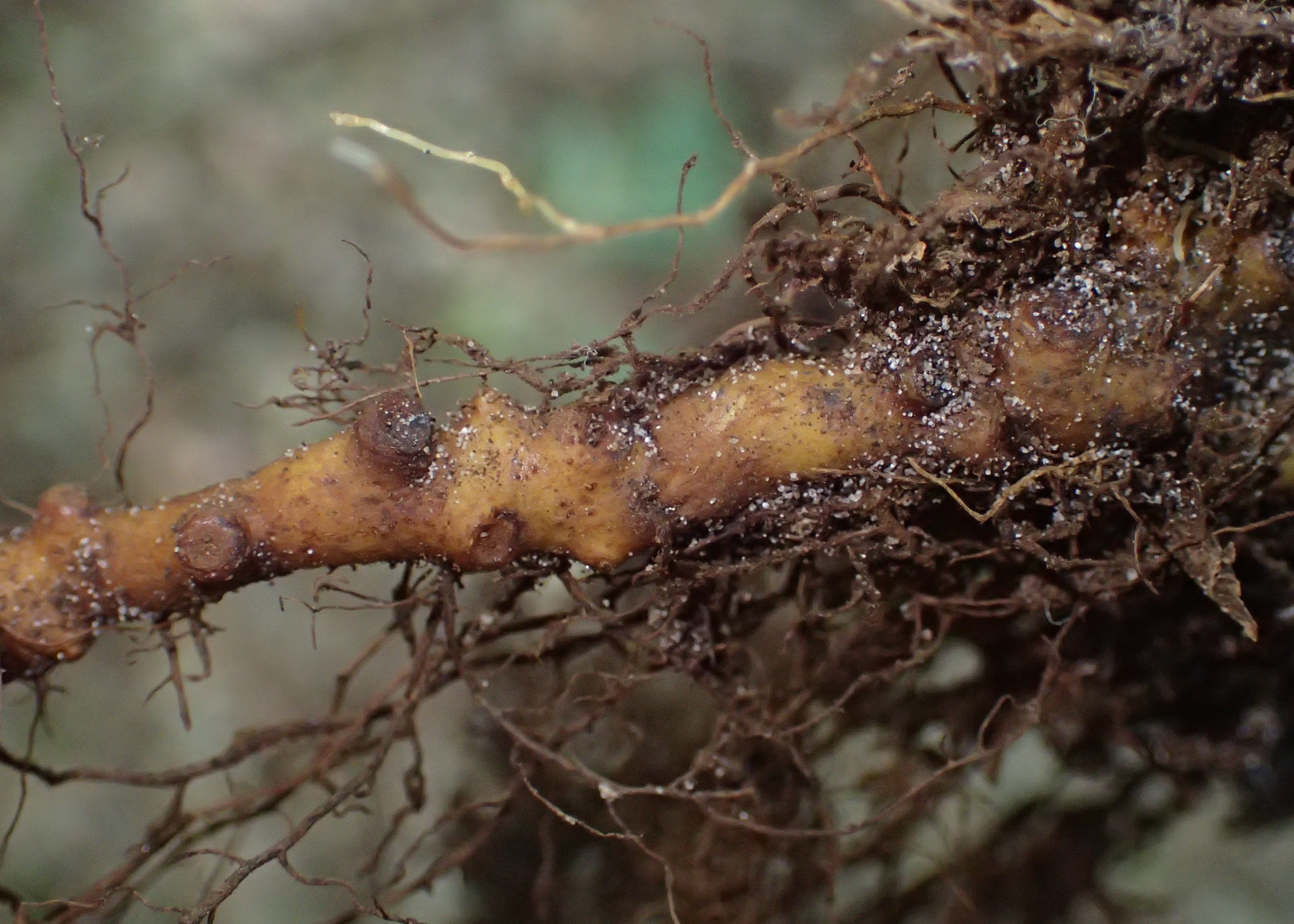
Kłącze ze śladami liściowymi
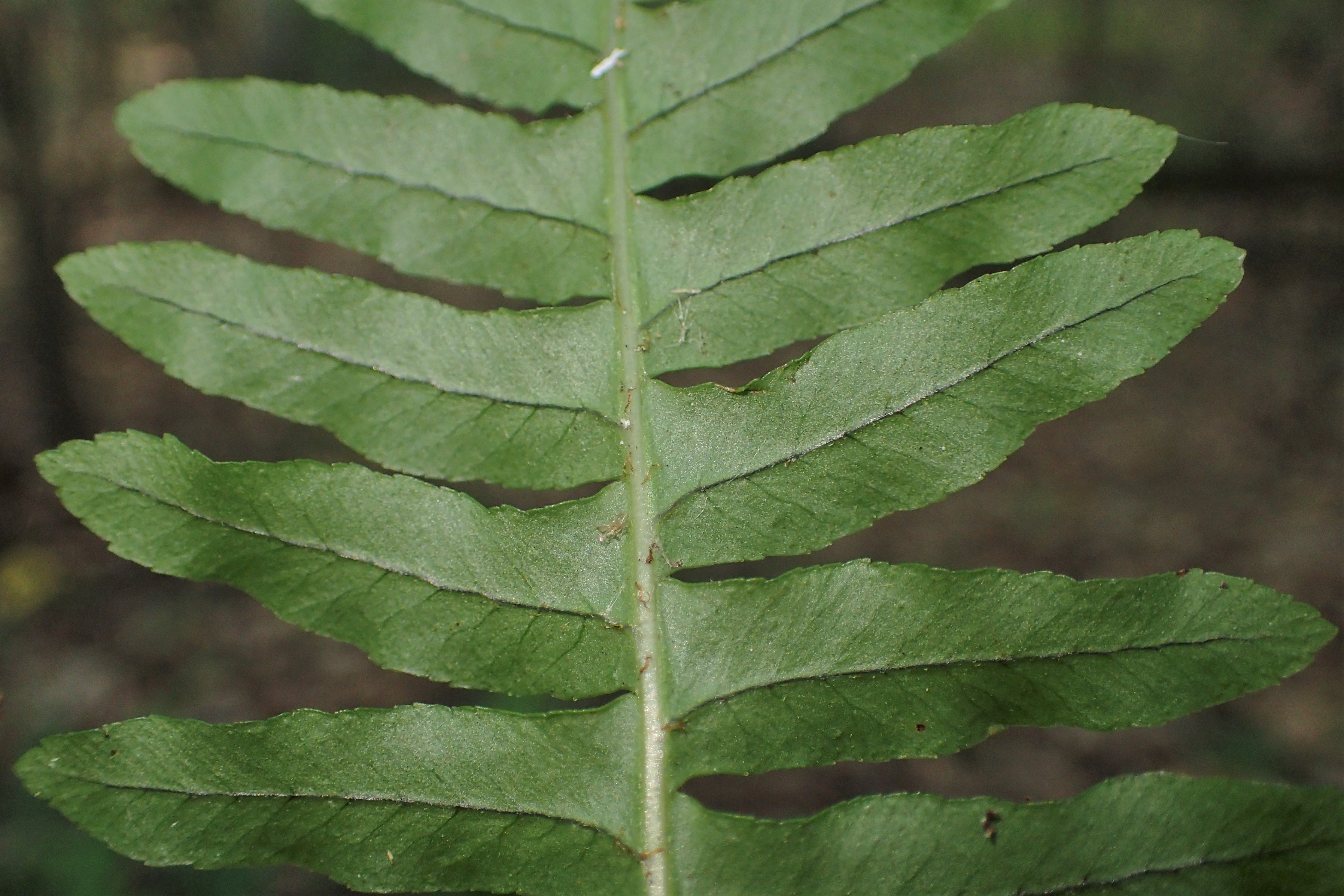
Odcinki liścia od spodu
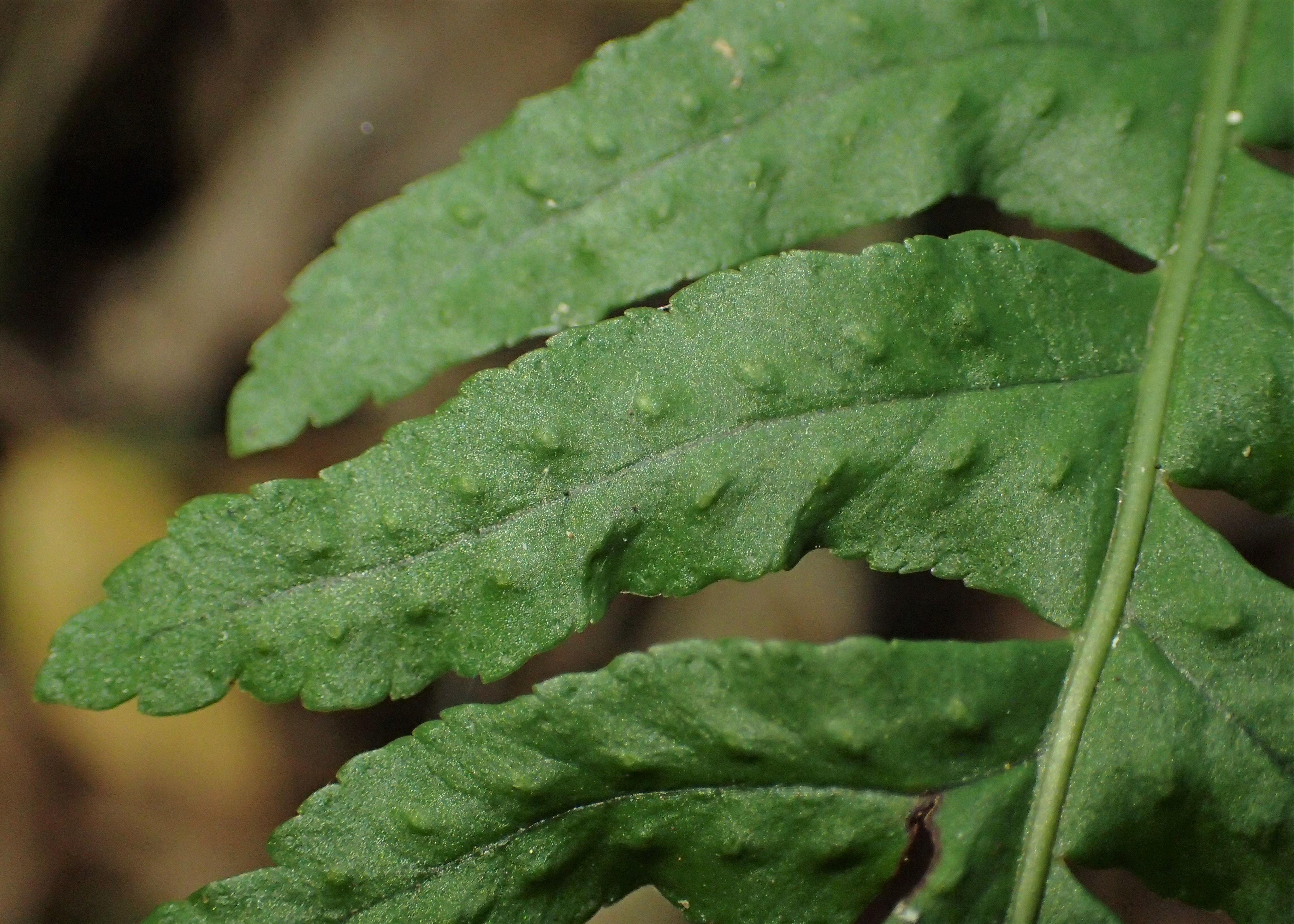
Wypukła blaszka liścia nad zarodniami

LiścieWyrastają pojedynczo w dwóch szeregach z górnej strony kłącza. Mają długi ogonek (zwykle o długości 5–10 cm i słomkowym kolorze, u nasady z łuskami, w górze nagi) i osiągają zwykle do 25–30 cm długości, rzadziej do 40 cm, a wyjątkowo do 60 cm. Blaszka liściowa ciemno i żywozielona, rzadko szarawozielona, ma kształt lancetowaty (zwęża się wyraźnie ku szczytowi i nieznacznie ku nasadzie), czasem, zwłaszcza u roślin z miejsc cienistych, jest niemal równowąska. Jest pojedynczo pierzastosieczna, zimotrwała, nieco skórzasta, naga, ciemnozielona. Odcinki liściowe, których jest zwykle 12–15 par mają szeroką nasadę, są całobrzegie lub rzadko, nierówno i tępo piłkowane, na szczycie są zaokrąglone, rzadko bywają zaostrzone. Najniższe odcinki nie są zwykle skierowane do góry i nie są wydłużone. Przez poszczególne odcinki liścia biegną nerwy środkowe, z których pierzasto rozchodzą się na boki nerwy boczne, rozwidlające się do 2–3 razy z nieco zgrubiałymi, maczugowatymi zakończeniami nie dochodzącymi do brzegów blaszki.
ZarodnieZebrane są w okrągłe kupki zarodni tworzące się na spodniej stronie blaszki liściowej, w dwóch szeregach na końcach górnych odgałęzień nerwów bocznych, w pewnym oddaleniu od brzegów blaszki. W obrębie kupek brak parafiz. Zarodnie nie są okryte zawijką. Pierścień zarodni (annulus) z 10–15 (rzadziej od 8 do 20) zgrubiałymi komórkami. Między nimi a nasadą trzonka zarodni znajduje się zazwyczaj pojedyncza, cienkościenna komórka bazalna. Kupki zarodni są początkowo zielone, następnie pierścień zgrubiałych komórek otaczających zarodnie przybiera barwę złotą (to cecha wyróżniająca ten gatunek), po czym zarodnie żółkną i w końcu brązowieją.

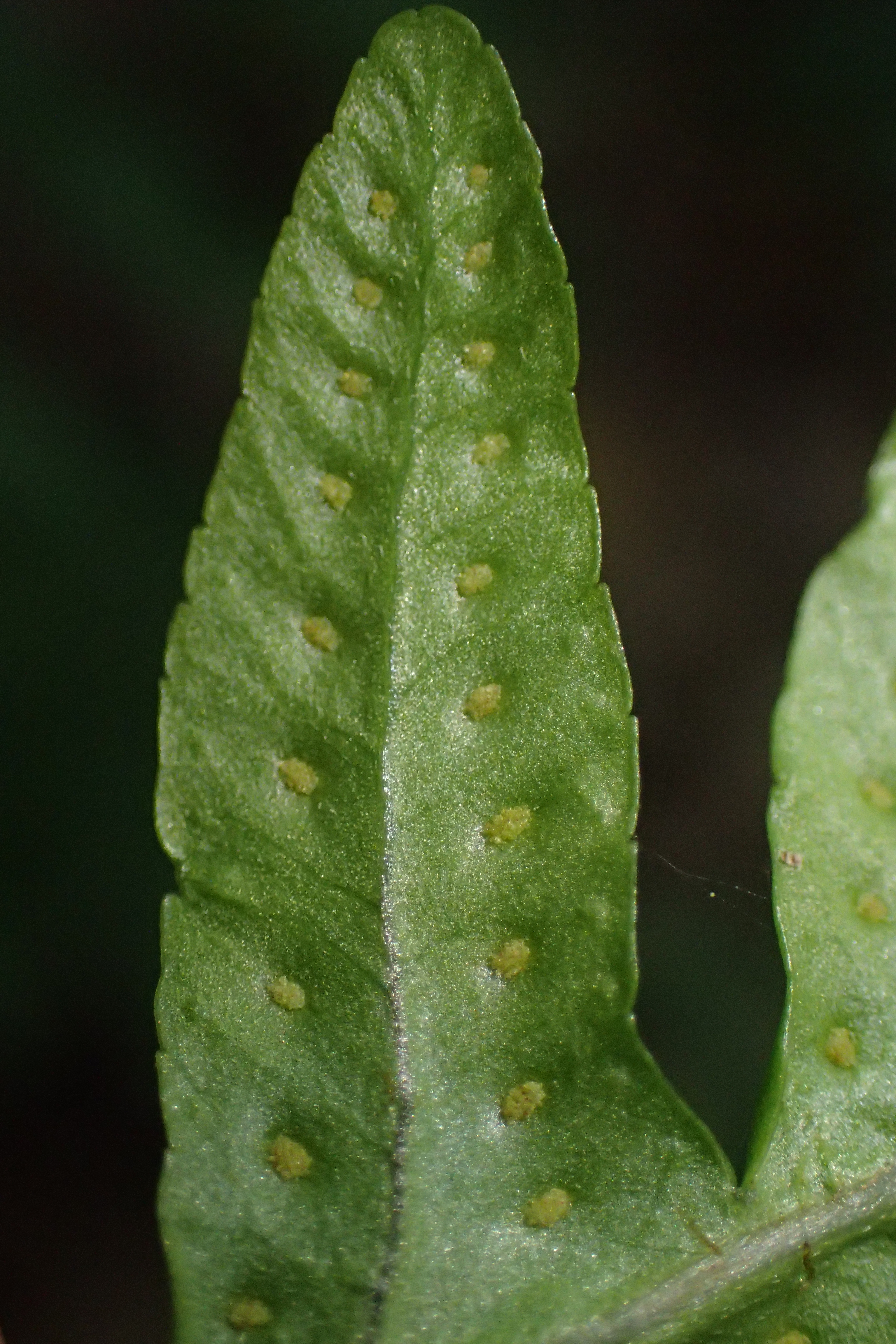
Rozwijające się zarodnie
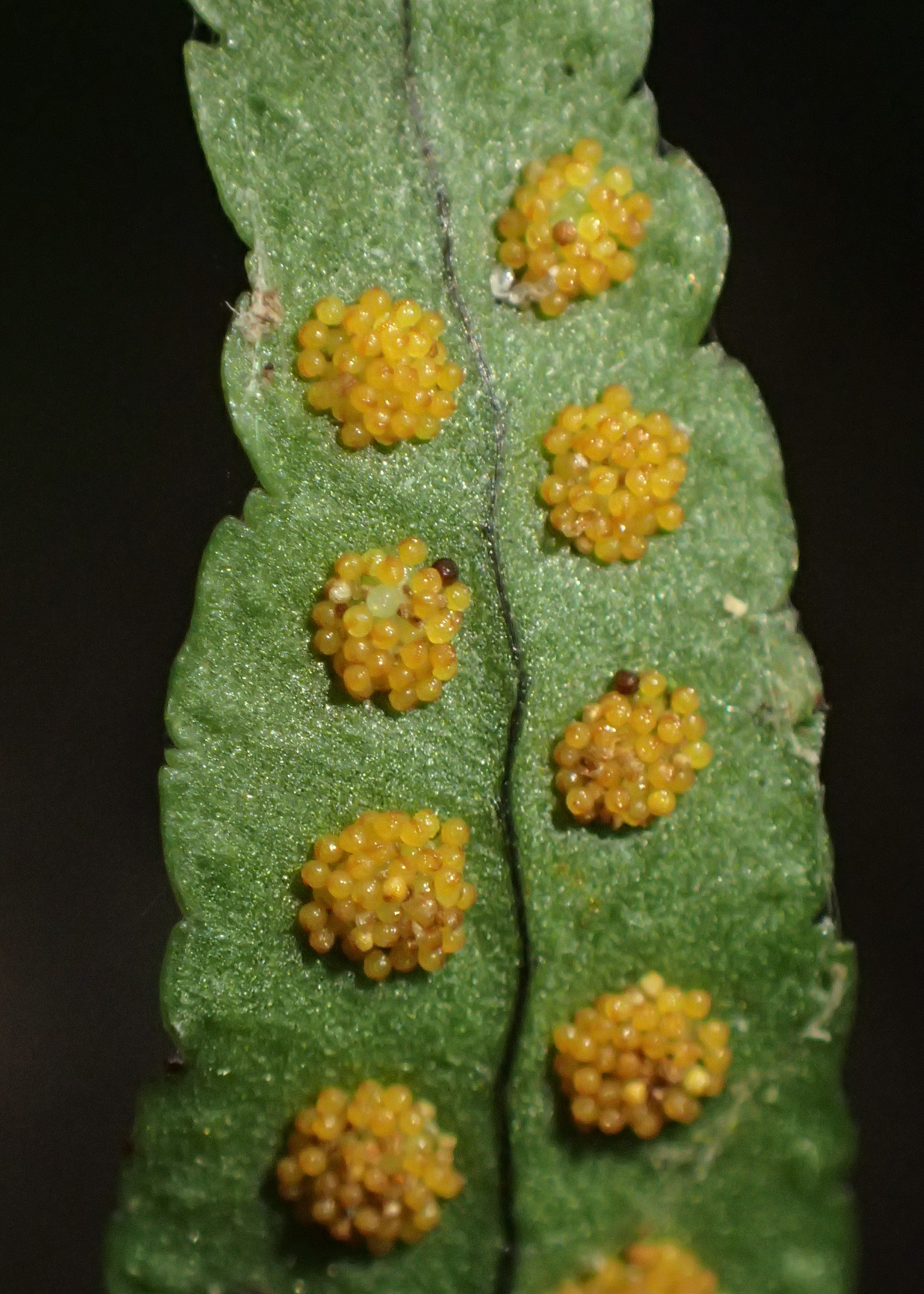
Dojrzewające zarodnie
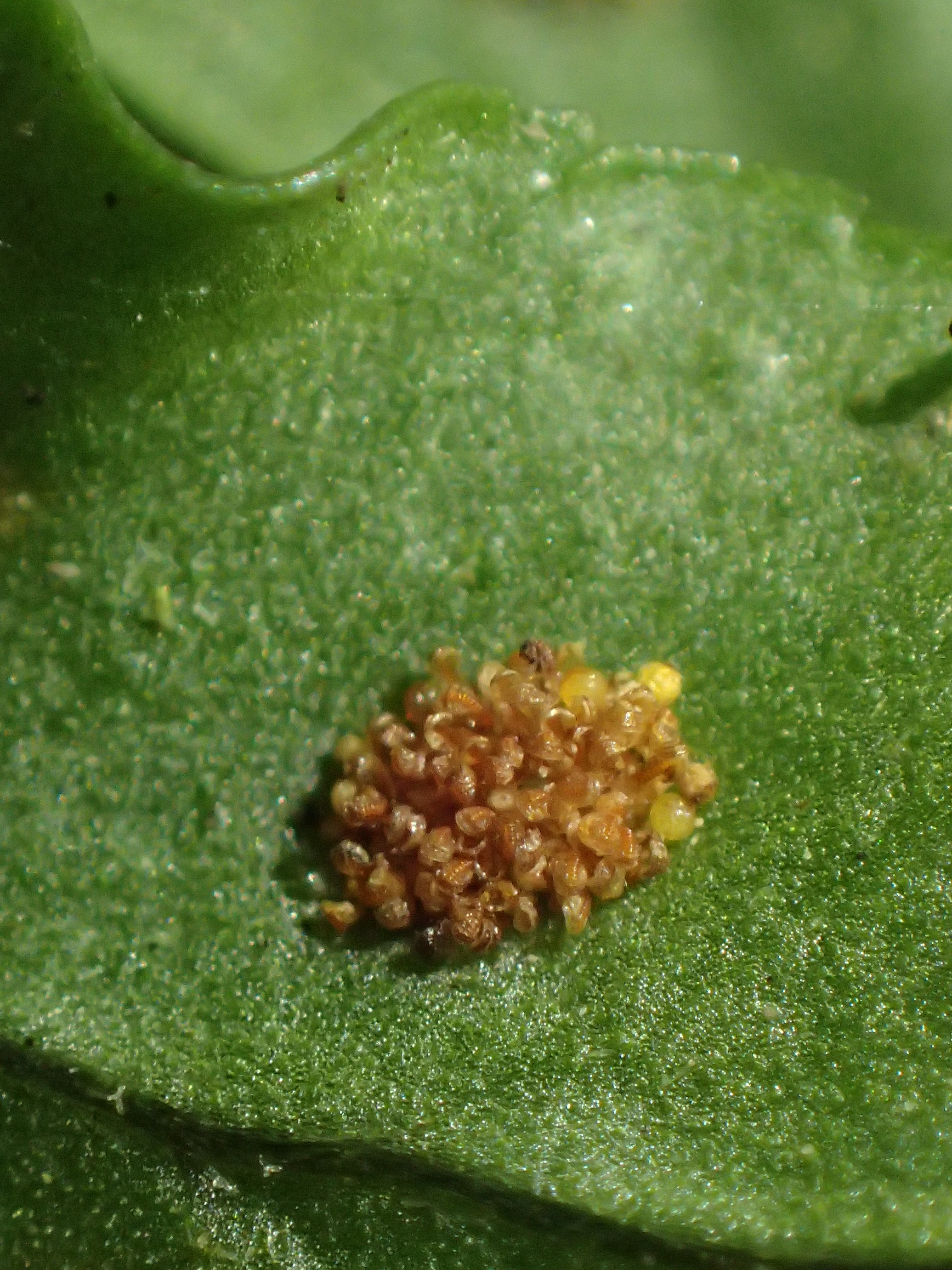
Dojrzała kupka zarodni
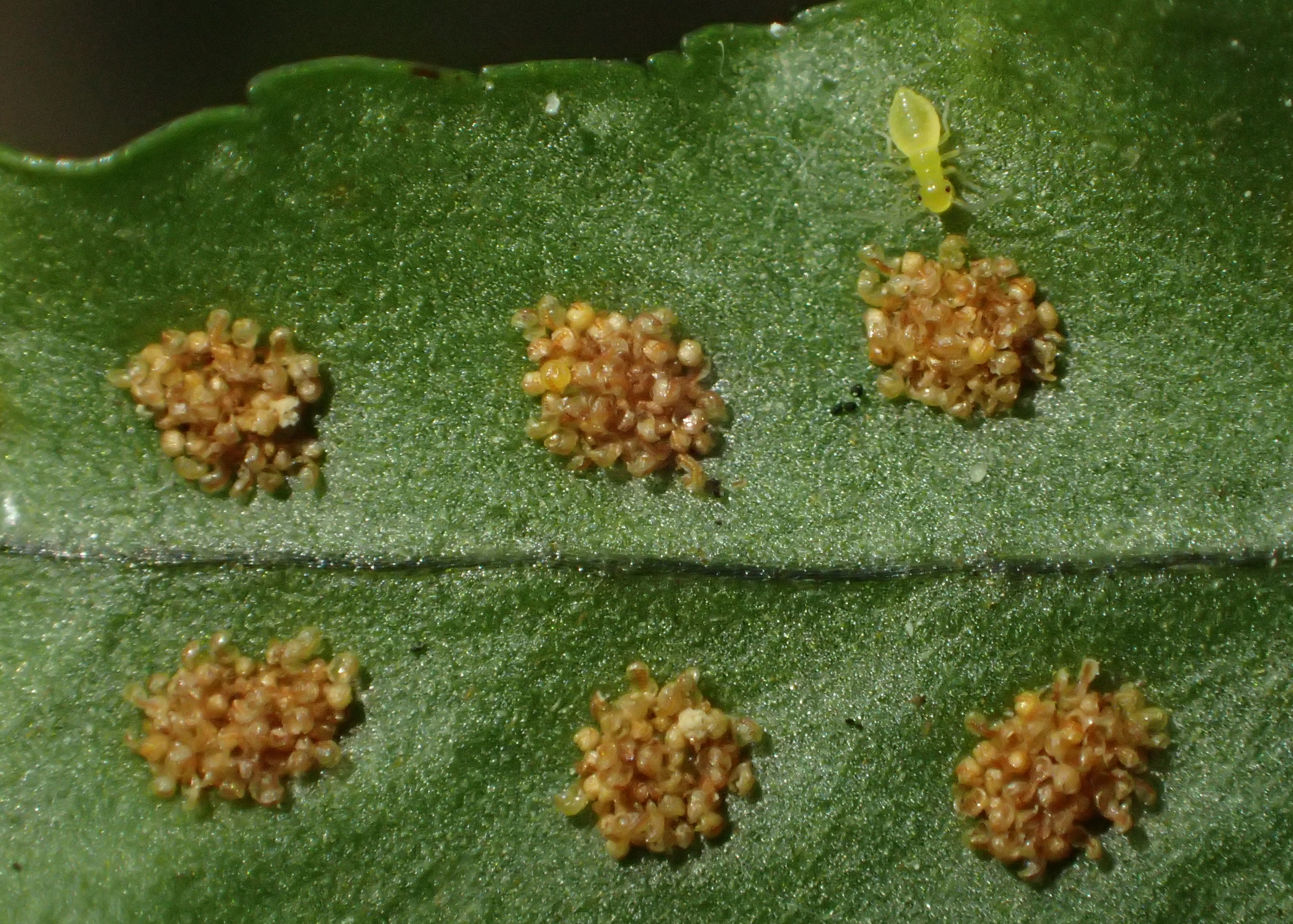
Dojrzałe kupki zarodni

ZarodnikiOsiągają 55–77 µm długości i 45–50 µm szerokości. Są jasnożółte, kształtu fasolowatego. Ściana zarodnika pokryta jest podłużnymi brodawkami układającymi się w szeregi w kierunku blizny po wklęsłej stronie.
Gatunki podobne występujące w EuropieMimo szeregu różnic w budowie morfologicznej między typowymi okazami różnych gatunków blisko spokrewnionych występuje na tyle duża ich zmienność, że pewność diagnozy taksonomicznej daje w zasadzie tylko analiza cech mikroskopowych (liczba zgrubiałych komórek tworzących pierścień zarodni, liczba komórek między pierścieniem i trzonkiem zarodni, długość szparek i zarodników).
Paprotka przejściowa P. interjectum ma łuski na kłączu szerokie w nasadzie, kształtu jajowato-lancetowatego do podługowatego, osiągające 4–6 mm długości. Jej liście osiągają do 50, czasem 70 cm długości, zazwyczaj są szarawozielone, w zarysie są wąskojajowate. Odcinki są całobrzegie do ostro piłkowanych, nasadowe bywają wydłużone i wzniesione nieco ku górze. Końce odcinków liściowych są zaostrzone do zaokrąglonych. Nerwy boczne rozwidlają się 3–4-krotnie. Kupki zarodni mają kształt eliptyczny i zwykle są nieco mniejsze niż u P. vulgare. Pierścień zarodni tworzony jest przez 6–10 (rzadziej do 12) zgrubiałych komórek, a u ich nasady znajdują się 2–4 komórki bazalne. Gatunek ten częściej niż paprotka zwyczajna rośnie na siedliskach lekko zasadowych i bardziej cienistych.
Paprotka mieszańcowa P. ×mantoniae, jako sterylny, wyróżnia się drobnymi, owalnymi kupkami zarodni, w których większość zarodni jest pomarszczona i tylko nieliczne w obrębie kupek są rozwinięte, przy czym i one zawierają zarodniki niezdolne do kiełkowania. Rośliny te z powodu heterozji są zwykle bardziej okazałe od taksonów rodzicielskich i silnie rozprzestrzeniają się wegetatywnie – zwykle występują w dużych płatach. Końce odcinków liści są zwykle słabo zaostrzone.
Polypodium cambricum preferuje siedliska zasobne w węglan wapnia. Ma liście w zarysie szerokojajowate do trójkątnych, z dolnymi odcinkami wyraźnie wzniesionymi ku górze (w stosunku do płaszczyzny pozostałej części blaszki). Brzegi odcinków są zawsze mniej lub bardziej wyraźnie piłkowane, a końce odcinków są zazwyczaj ostre. Kupki zarodni są owalne. Wyróżnia się też stałą obecnością parafiz w obrębie kupek zarodni (rzadko obecne u paprotki przejściowej, zawsze nieobecne u paprotki zwyczajnej).

## Biologia

### Rozwój

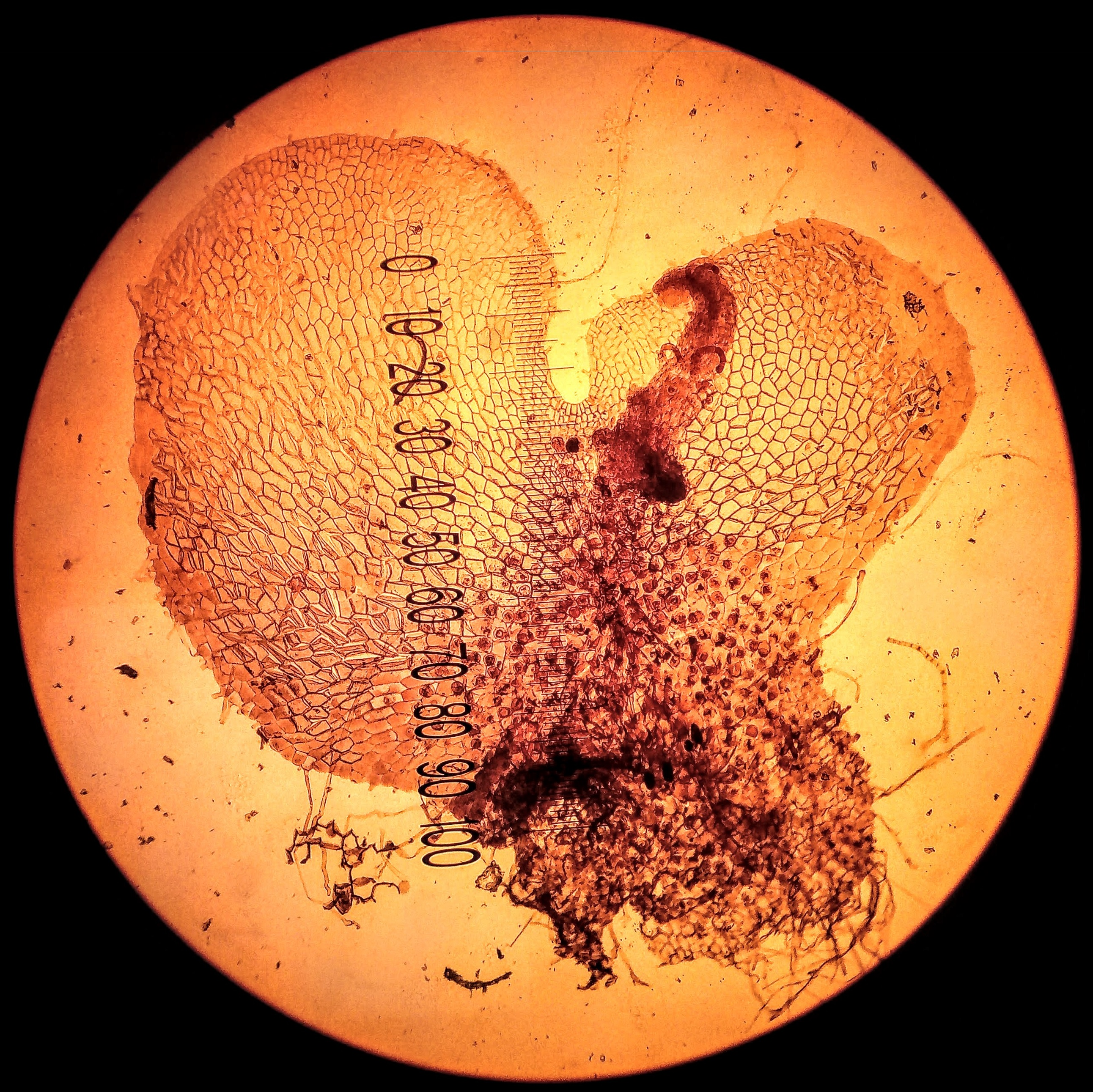
Przedrośle paprotki zwyczajnej

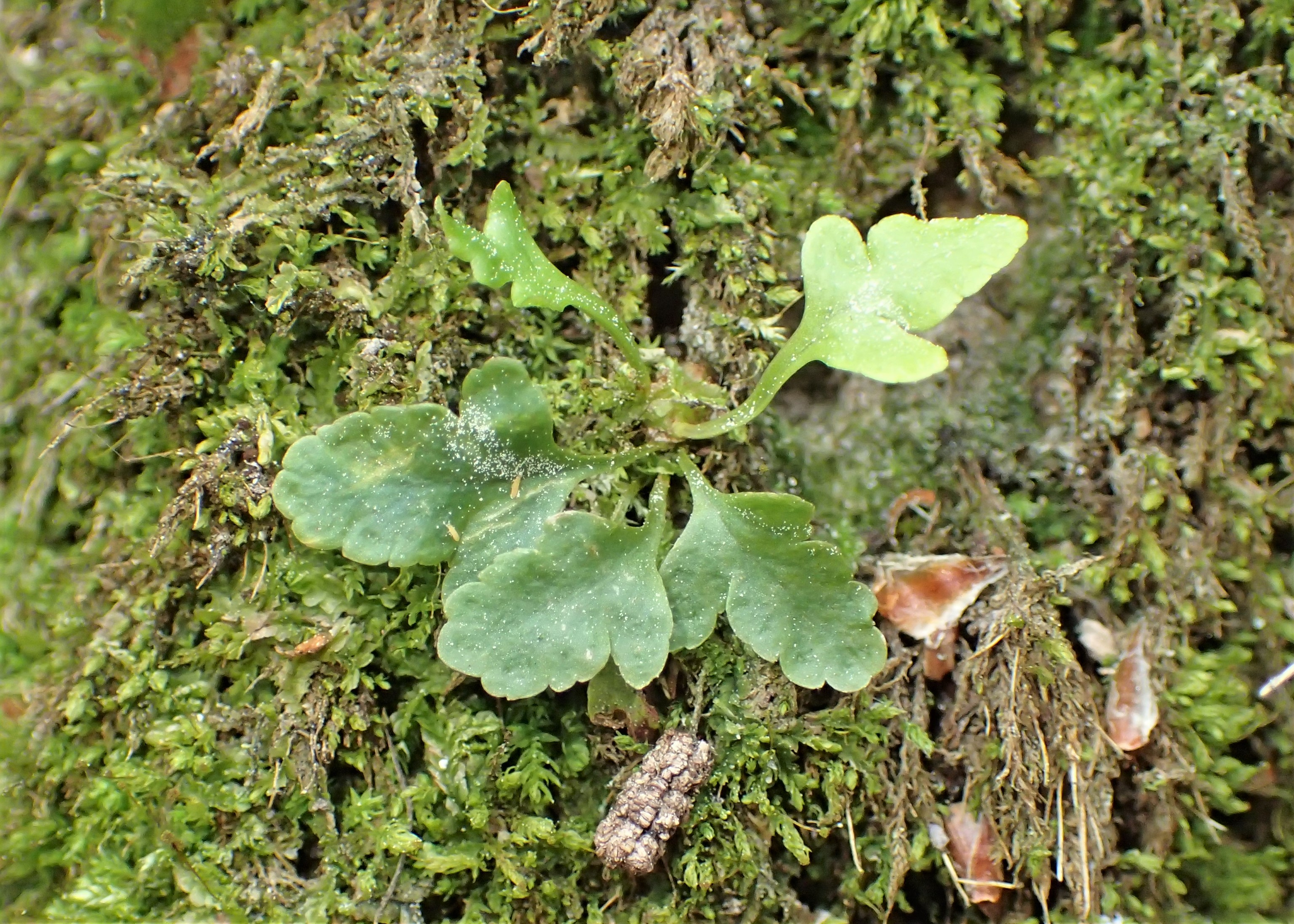
Młoda paprotka zwyczajna

Zarodniki w optymalnych warunkach kiełkują po ok. 10 dniach od rozsiania. Przed kiełkowaniem w komórce zarodnikowej powstają chloroplasty, które wraz z kropelkami tłuszczu skupiają się wzdłuż szwu, wzdłuż którego zarodnik pęka. Z pękającej ściany zarodnika wysuwa się komórka zarodnikowa, stanowiąc na tym etapie rozwoju podstawową (pierwszą) komórkę przedrośla. Komórka ta szybko się wydłuża, tworząc stadium „nitki”, i po 30–40 dniach zaczyna się dzielić. Z komórki podstawowej wyrastają pierwsze, bladobrunatne chwytniki. Po kilku kolejnych dniach komórki nitki zaczynają się dzielić poprzecznie, tworząc stadium „łopatki” (faza nitkowatego gametofitu utrzymuje się dłużej w przypadku dużego zagęszczenia rozwijających się roślin). Później powstaje gametofit sercowaty w formie zielonej plechy, w części środkowej z kilkoma warstwami komórek (stąd nazwa „poduszeczka”) i tworzącymi się tu chwytnikami. Przedrośle osiąga do 5 mm średnicy. Plemnie powstają po ok. 50 dniach od kiełkowania (powstawać mogą już w fazie łopatki i nitki), a rodnie rozwijają się po 70 dniach w części środkowej przedrośla. Do zapłodnienia dochodzi po około 80 dniach od wysiewu. Zarodek sporofitu dzieli się, tworząc cztery płaty, z których powstają: krótkotrwała stopa zagłębiona w gametoficie i odżywiająca nim rozwijającą się młodą roślinę, korzeń, pierwszy, drobny liść i zaczątek kłącza.
Paprotka zwyczajna jest hemikryptofitem – jej pąki zimują na płożącym kłączu pokrytym zimotrwałymi, sterylnymi liśćmi i częścią liści płodnych, z pustymi już zwykle zarodniami. Liście zarodnikujące w poprzednim sezonie sukcesywnie obumierają i zanikają do początku kolejnego lata. Z kłączy nowe liście wyrastają od kwietnia, a w maju na kolejnych liściach zaczynają się tworzyć nowe zarodnie, które dojrzewają i są uwalniane od lipca do zimy włącznie, ze szczytem zarodnikowania w sierpniu i wrześniu. Zarodniki zachowują przez wiele lat zdolność do kiełkowania, ale zmniejsza się ona o 9% z każdym rokiem (wydłuża się też wraz z wiekiem zarodników czas rozwoju gametofitu i zwiększa się częstość występowania nieprawidłowości rozwojowych).

### Cechy fizykochemiczne
Roślina zawiera m.in.: ekdyzony (do 1% ecydosteronu w suchej masie), osladynę (saponina sterydowa – związek 500 razy słodszy od sacharozy, przy czym niektóre źródła błędnie przypisują mu nawet 3000 razy większą słodkość), floroglucynę, olejek eteryczny, taniny (w liściach jest ich 4,1%), glikozydy i fitosterole. Zawartość sacharozy w suchym kłączu wynosi od 7,6 do 8,2% (według części źródeł do ponad 15%), w mniejszych ilościach występują heksozy i pentozy. Z kwasów organicznych dominują: kwas cytrynowy i jabłkowy. Kłącze cechuje się dużą zawartością cztero- i pięciopierścieniowych triterpenów. Starsze źródła podają często jako składnik kłącza także glicyryzynę, ale nie potwierdzają tego nowsze publikacje. Olejek eteryczny paprotki zawiera: kwas masłowy, kapronowy, laurynowy i bursztynowy, salicylan metylu, estry kwasu masłowego i izowalerianowego, kwasy tłuszczowe i żywicę, glukozydy i saponiny. Kłącze zawiera duże ilości potasu, sodu, wapnia i magnezu, mniejsze: manganu, glinu, żelaza, baru, strontu i śladowe miedzi, srebra, niklu i kobaltu. W liściach paprotki stwierdzono flawonole: kwercetynę, rutynę, nikotyflorynę, poza tym m.in. kwas chlorogenowy. Zarodniki zawierają karotenoidy, ale nie flawonoidy.
Kłącze paprotki opisywane jest jako bezpieczne do stosowania leczniczego i spożywczego w przeciętnych dawkach, nie udokumentowano działań szkodliwych dla zdrowia ludzi, poza rzadko występującą i nieszkodliwą wysypką. Nie jest to też roślina toksyczna dla zwierząt.
Kłącze paprotki ma wyraźny smak opisywany jako podobny do lukrecji, z nieco piekącym i mdłym posmakiem. Zapach opisywany jest jako raczej nieprzyjemny.

### Genetyka
Paprotka zwyczajna jest tetraploidem z liczbą chromosomów 2n = 4x = 148.

## Ekologia

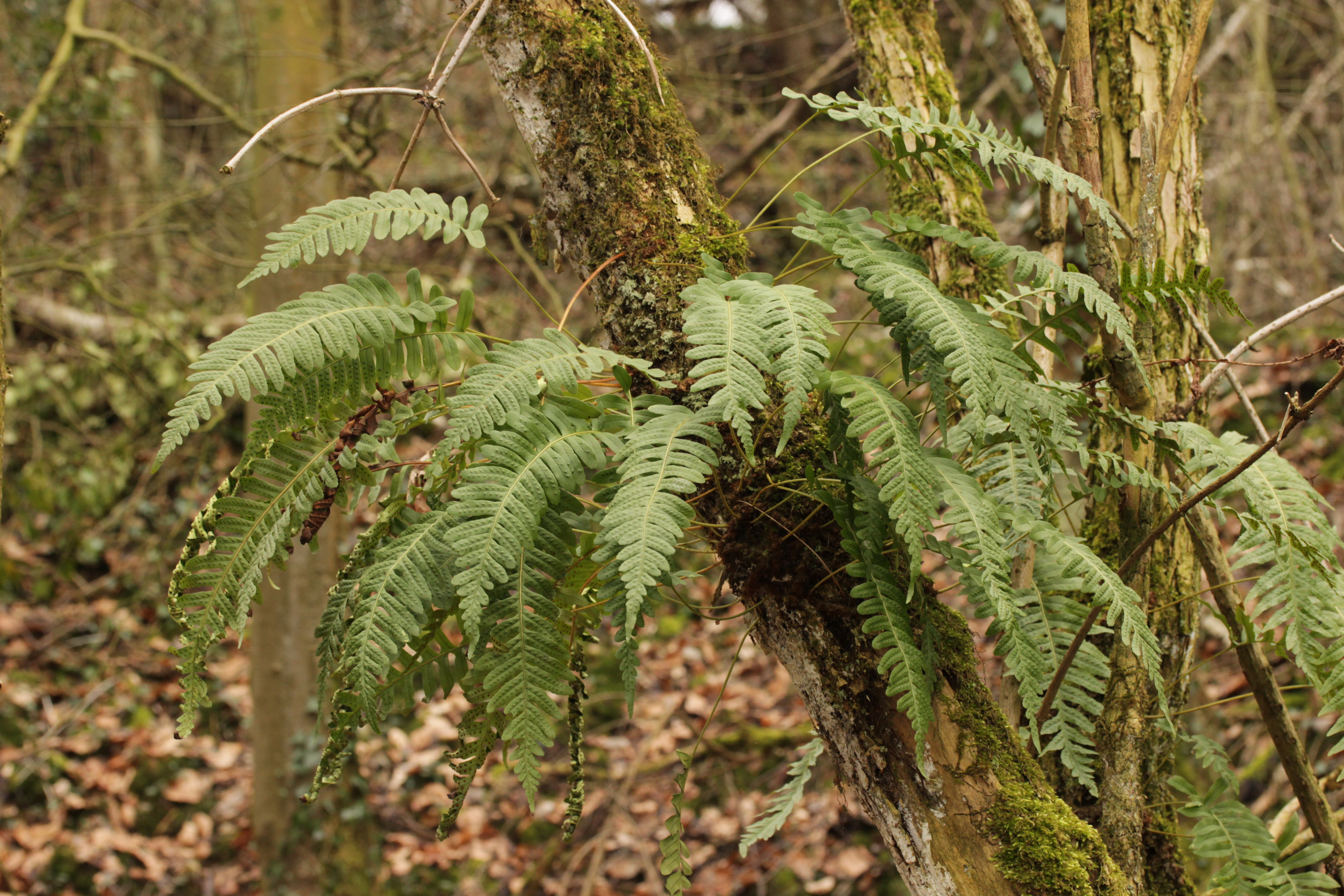
Paprotka zwyczajna jako przygodny epifit

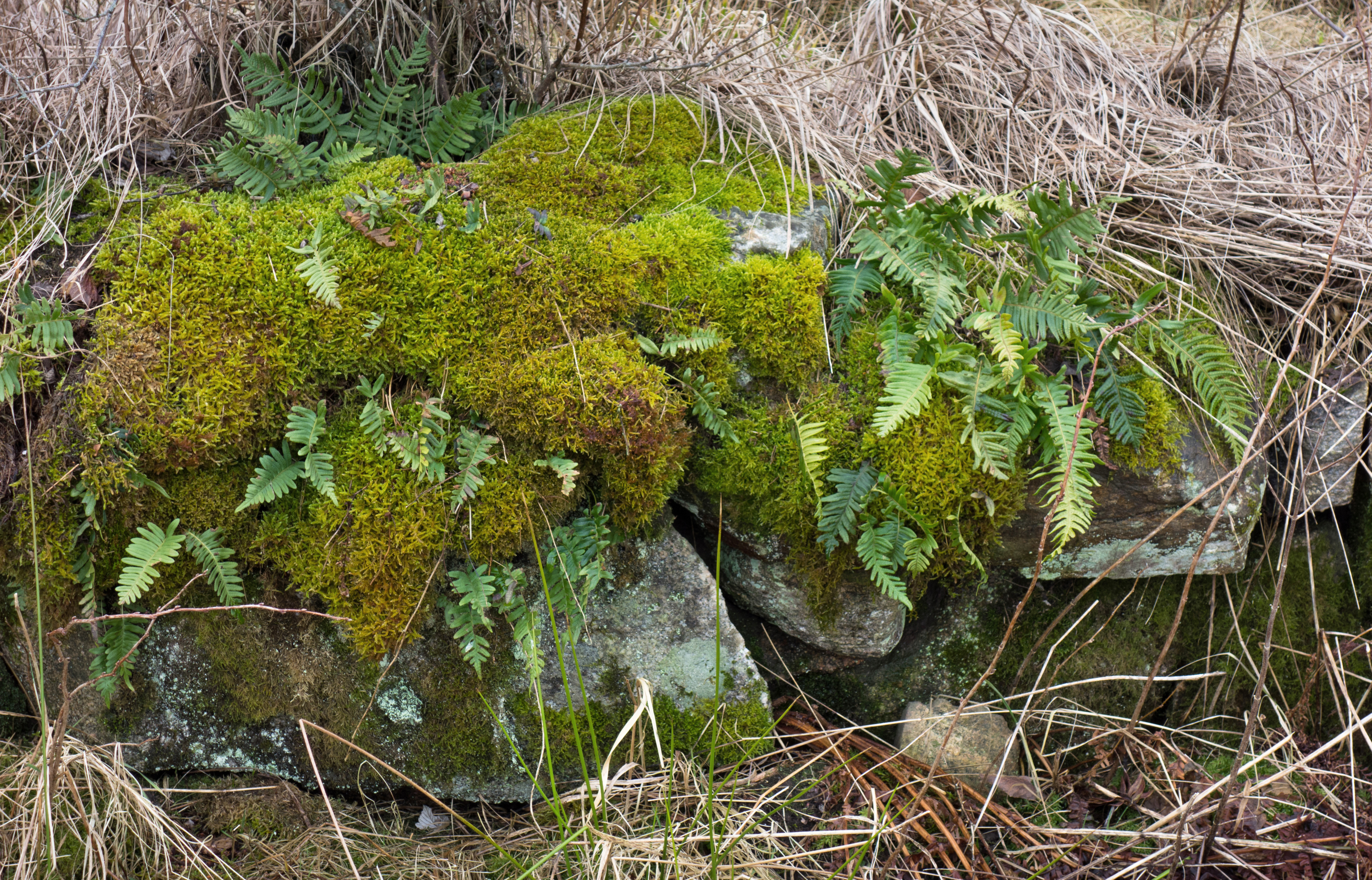
Paprotka zwyczajna na starym murze

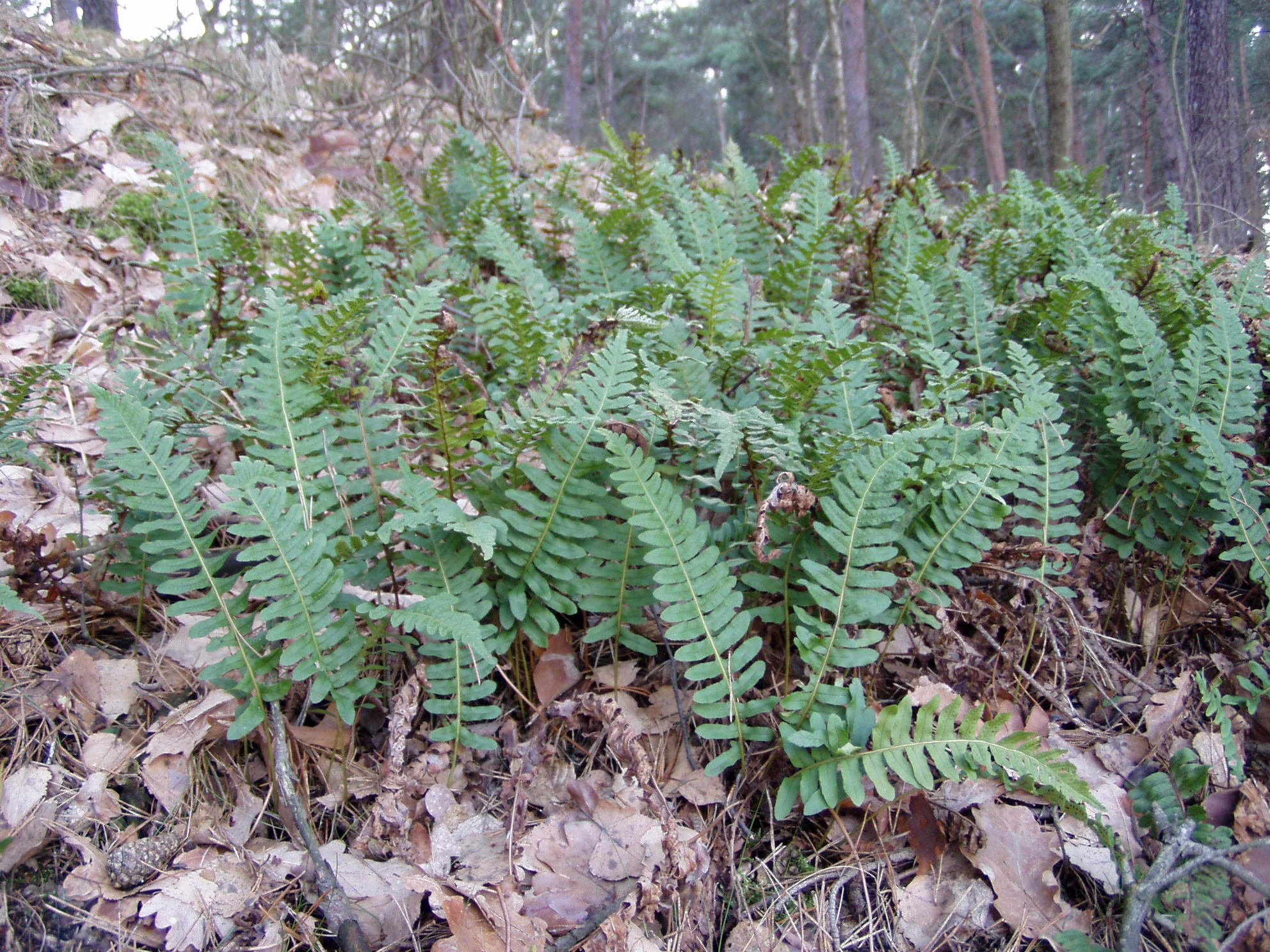
Paprotka zwyczajna w runie leśnym

Paprotka zwyczajna preferuje siedliska kwaśne, ale rośnie też na glebach o odczynie obojętnym. Występuje na glebach suchych do świeżych, oligo- do mezotroficznych, w lasach różnego typu – liściastych i iglastych (także na plantacjach drzew iglastych), na zboczach, w szczelinach skalnych, na piargach. Porasta także mury (ale rzadko wapienne) i drzewa o kwaśnej korze, zwłaszcza dęby – jest epifitem przygodnym (fakultatywnym). W górach polskich rośnie pospolicie w reglu dolnym i górnym oraz w piętrze kosówki do 1300 m n.p.m. W południowej części zasięgu rośnie głównie na obszarach górskich, sięgając tam 3000 m n.p.m.
Gatunek jest bardzo odporny na stres środowiskowy – dobrze znosi okresowe niedobory wody, wysokie i niskie temperatury, zasolenie. Rośnie zarówno w cieniu, jak i w miejscach zupełnie odkrytych, aczkolwiek w drugim przypadku wówczas, gdy podłoże jest wilgotne.
W klasyfikacji zbiorowisk roślinnych gatunek uznawany jest za charakterystyczny dla klasy zespołów Asplenietea rupestria. Wskazuje się jednak na wyraźne przywiązanie gatunku do należącego do tej klasy jednego rzędu zespołów Androsacetalia vandelii, co oznacza, że tylko dla niego powinien być on gatunkiem charakterystycznym. Jest też uważany za gatunek wyróżniający bór bażynowy Empetro nigri-Pinetum.
Paprotka bywa zgryzana przez jeleniowate. Liście bywają minowane przez muchówkę z rodziny miniarkowatych – Phytomyza scolopendri, poza tym żerują na niej: Eupteryx filicum, Monalocoris filicis i Myzus cymbalariellus (pluskwiaki), Otiorhynchus sulcatus (chrząszcze), Heptamelus ochroleucus, Strombocerus delicatulus (błonkoskrzydłe) i Psychoides filicivora (motyle).

## Systematyka i pochodzenie
Gatunek Polypodium vulgare w XIX i przez znaczną część XX wieku był szeroko ujmowany jako zmienny i szeroko rozprzestrzeniony na półkuli północnej takson, w którego obrębie wyróżniano odmiany odzwierciedlające różnice morfologiczne. Głębsze podłoże taksonomiczne tej zmienności i konieczność wyróżniania drobnych gatunków ujawniono w drugiej połowie XX wieku po badaniach cytotaksonomicznych i wynikach eksperymentów z krzyżowaniem. Rozpoznano ostatecznie 10 gatunków diploidalnych i 7 poliploidalnych, w tym 6 allotetraploidów i jednego alloheksaploida, oraz szereg sterylnych mieszańców między nimi tworzących razem tzw. kompleks Polypodium vulgare. Zrozumienie relacji między tymi taksonami umożliwiło zwłaszcza sekwencjonowanie DNA. 
W wyniku krzyżowania różnych gatunków paproci powstają zwykle mieszańce sterylne, ale w obrębie kompleksu P. vulgare krzyżowaniu różnych taksonów towarzyszyło podwojenie garnituru chromosomów, które pozwoliło na powstanie 7 płodnych mieszańców poliploidalnych. Kompleks Polypodium vulgare stał się jednym z lepiej poznanych przykładów ewolucji retikularnej.
Cały kompleks stanowi grupę siostrzaną dla grupy Polypodium plesiosorum (obie grupy rozdzieliły się ok. 20,59 milionów lat temu). W obrębie kompleksu P. vulgare gatunki diploidalne tworzą cztery klady, z czego dwa obejmują przedstawicieli występujących w Azji i Ameryce Północnej, jeden obecny jest na Hawajach i jeden w Europie. Ostatni wspólny przodek tych kladów występował ok. 13,6 miliona lat temu, a różnicowanie na współczesne gatunki nastąpiło w ciągu ostatnich kilku milionów lat. Polypodium vulgare sensu stricto jest allotetraploidem powstałym w wyniku skrzyżowania diploidalnych przedstawicieli dwóch amerykańsko-azjatyckich kladów – Polypodium glycyrrhiza D.C. Eaton i Polypodium sibiricum Sipliv. (oba występują w północnej części Ameryki Północnej oraz we wschodniej Azji). 
Polypodium vulgare s.s. jako allotetraploid jest jednym z taksonów rodzicielskich alloheksaploida (6n) – paprotki przejściowej P. interjectum Shivas. Drugim rodzicem jest diploid – Polypodium cambricum L. (diploid 2n). Te same gatunki rodzicielskie tworzą także mieszańca sterylnego – bez podwojonego garnituru chromosomów – Polypodium ×font-queri Rothm. (triploid – 3n). Sterylny jest także mieszaniec Polypodium ×mantoniae Rothm. (pentaploid – 5n), który powstaje ze wstecznego skrzyżowania P. interjectum i P. vulgare.
Z Malty opisano w 2013 roku nowy, endemiczny podgatunek subsp. melitense, który po późniejszej weryfikacji okazał się jednak P. cambricum.

## Nazewnictwo
Naukowa nazwa rodzajowa została adaptowana ze starożytnej, greckiej nazwy jakiejś paproci użytej przez Teofrasta z Eresos. Nazwa ta powstała ze złożenia greckich słów polýs = liczny i pódion = nóżka, prawdopodobnie z powodu kształtu odcinków liści przypominających stopę. W odniesieniu do rodzaju stosowana była jeszcze przed wprowadzeniem nomenklatury binominalnej m.in. przez Remberta Dodoensa, Jacquesa Daléchampsa, Adriaana van Royena. Nazwa gatunkowa nadana została gatunkowi przez Karola Linneusza w Species Plantarum w 1753 w nawiązaniu do jego rozpowszechnienia – vulgaris znaczy bowiem w łacinie „pospolity, powszechny” (od vulgo – „upowszechniam”).
Gatunek wzmiankowany jest często w źródłach polskojęzycznych już od średniowiecza. Do najstarszych należy wzmianka o nim uczyniona przez Jana Welsa z Poznania z 1490. Zwykle określany był mianem „paproć paprotka”, „paprotka”, „paprotka słodka”, „słodyczka” i „słodyczka lasowa”, czasem też od nazwy czeskiej (osladicz) roślina zwana była „osłodziczą” lub „osłodyczą” (od nazwy tej czescy odkrywcy nazwali także związek nadający słodki smak kłączom – osladyną). Nazwa paprotka zwyczajna została ustalona i utrwalona w kolejnych wydaniach „Roślin polskich” od pierwszego z 1924 roku począwszy (rok wcześniej Józef Rostafiński wciąż używał jako głównej nazwy „słodyczka”, a jako nazwy alternatywnej „paprotka pospolita”).

## Ochrona
Gatunek nie jest ujęty na Czerwonej liście gatunków zagrożonych publikowanej przez Międzynarodową Unię Ochrony Przyrody (IUCN).
Roślina objęta była w Polsce ścisłą ochroną gatunkową w latach 2001 do 2014, a wcześniej, od 1957 roku, jako roślina lecznicza podlegała ochronie częściowej (co miało pomóc kontrolować pozyskanie z natury i chronić jej zasoby). W 2014 roku gatunek wyjęty został spod prawnej ochrony gatunkowej. Znaczna część siedlisk gatunku chronionych jest jako siedliska przyrodnicze w sieci Natura 2000, w tym liczne siedliska leśne włącznie z obfitującymi w paprotkę lasami mieszanymi i borami na wydmach nadmorskich (siedlisko o kodzie 2180 – lasy mieszane i bory na wydmach nadmorskich) oraz ściany skalne i urwiska krzemianowe ze zbiorowiskami z Androsacion vandelii (siedlisko o kodzie 8220).

## Znaczenie użytkowe

### Roślina lecznicza
Gatunek ma długą tradycję wykorzystywania leczniczego. Wymieniany jest przez Dioskurydesa jako lek ułatwiający usuwanie wydzieliny z dróg oddechowych i składnik opatrunków stosowanych przy wybitych palcach lub ranach palców. Nicholas Culpeper w XVII wieku opisywał paprotkę jako lek pobudzający laktację. Tradycyjnie w Europie ziele stosowane było przy chorobach układu oddechowego i reumatyzmie (także Indianie Ameryki Północnej używali kłączy tamtejszych gatunków paprotek przy leczeniu bólu gardła i kaszlu), przypisywano mu działanie wykrztuśne, żółciopędne, przeczyszczające, moczopędne, wspomagające i stymulujące układ oddechowy, stosowane było przy gruźlicy. Rzadziej paprotka wymieniana jest jako używana przy dolegliwościach wątroby, uczuciu pełności, niestrawności, robaczycy, rzeżączce, gorączce i astmie. Generalnie przypisywane jest jej działanie wszechstronne i łagodne. W lecznictwie ludowym w Polsce paprotka stosowana była dawniej jako środek moczopędny, żółciopędny i łagodnie przeczyszczający. W drugiej połowie XX wieku wykorzystanie jej ustało.
Stosowano wywary ze świeżych kłączy oraz suszonych i sproszkowanych, zwykle w dawce 2–4 g dziennie. Kłącza zbierano zwykle jesienią, czasem także wiosną. Po usunięciu liści suszono je na słońcu, po czym przechowywano w suchym miejscu, nie dłużej niż rok.
Za działanie ułatwiające odkrztuszanie wydzieliny (zmniejszające jej lepkość) odpowiadać mają saponiny zawarte w roślinie. Poza tym podkreślany jest niedostatek badań dowodzących skuteczności i tłumaczących mechanizm działania substancji czynnych zawartych w zielu.

### Inne zastosowania
Paprotka zwyczajna uprawiana jest jako roślina ozdobna. Zalecana jest do sadzenia w ogrodach skalnych (w szczelinach skał i między kamieniami) oraz ogrodach i parkach o charakterze naturalnym. Może być stosowana jako roślina okrywowa, zwłaszcza w miejscach cienistych.
Kłącze paprotki było spożywane jako słodycz przez Saamów. Poza tym i gdzie indziej, także w Polsce, bywała zjadana na przednówku, w okresach głodu, bywa zjadana jako przysmak przez dzieci góralskie.
Ze względu na aromat przypominający lukrecję kłącze stosowano do aromatyzowania tytoniu.
Odwar z paprotki dodawano w Polsce do glinki służącej do wylepiania izby, co miało skutkować wypędzaniem robactwa.

## Uprawa

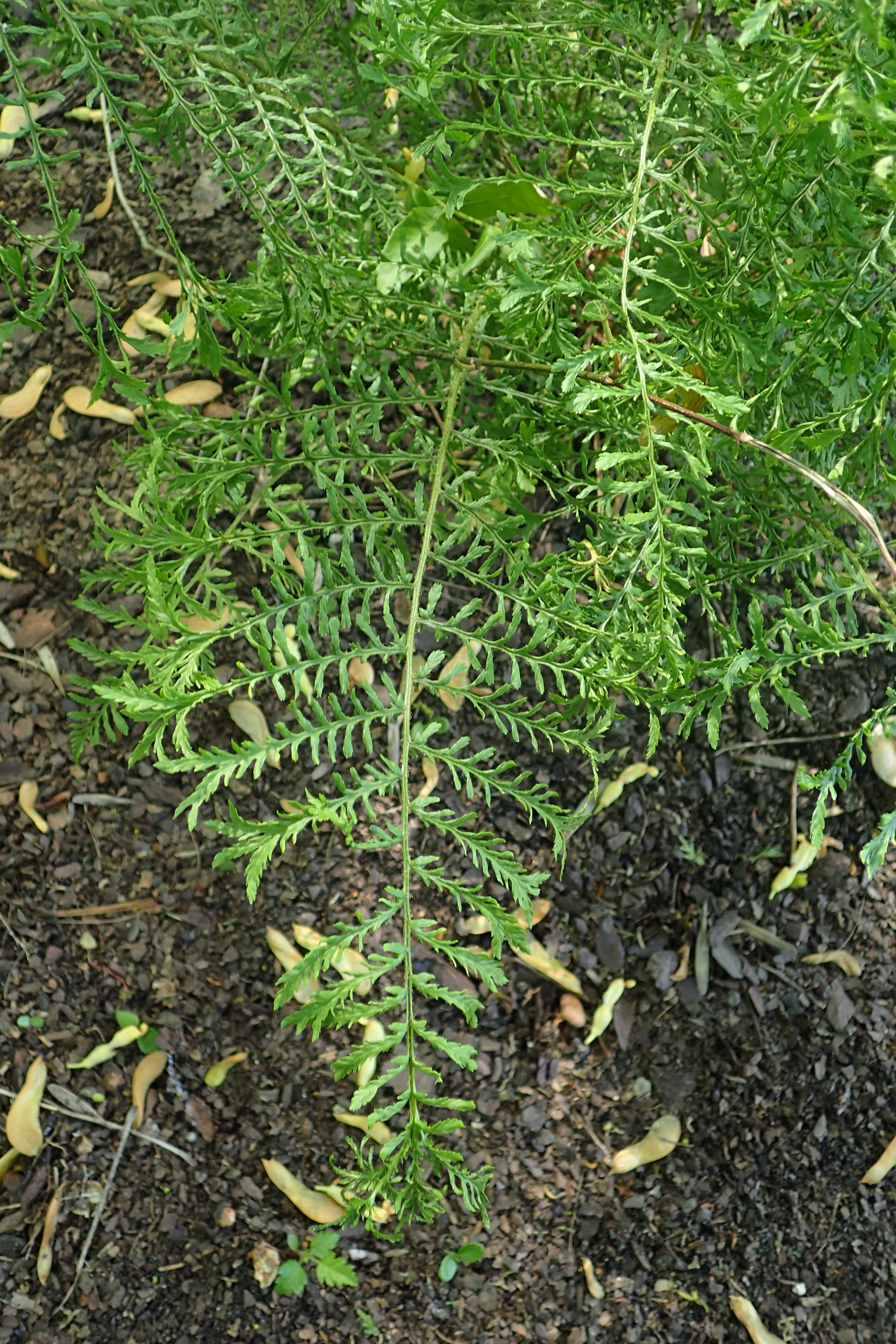
Odmiana 'Bifido Multifidum'

Zarodniki do siewu zaleca się pozyskiwać wraz z liśćmi w sierpniu i na początku września – gdy dojrzewają zarodnie. Liście z zarodniami umieszcza się między arkuszami papieru, gdzie uwalniają zarodniki (w postaci jasnożółtego pyłu). Pozyskiwanie zarodników bezpośrednio z liści wiąże się z ryzykiem zebrania ich w postaci niedojrzałej lub pozamykanych w zarodniach, w których mogą później kiełkować. Zaleca się wysiewanie zarodników w lutym, co pozwala na rozwój gametofitów w optymalnym dla nich okresie tj. w miesiącach letnich. Kiełkowanie zarodników następuje w wilgotnej, próchnicznej glebie, albo na sterylizowanym torfie lub agarze, zwilżonym ubogą w sole mineralne pożywką Knopa. Młode rośliny wymagają utrzymywania dużej wilgotności. Do gruntu zaleca się wysadzanie roślin dwuletnich.
Paprotka zwyczajna łatwo mnoży się w kulturach in vitro, przy czym jej pąki boczne i merystemy wierzchołkowe łatwo przechowują się w stanie odwodnionym (bywa z tego powodu zaliczana do roślin rezurekcyjnych). Można też dzielić kłącza, przy czym optymalnie jest robić to wiosną. Ze względu na rozrastanie się roślin dobrze jest przy ich sadzeniu zachować odstępy ok. 30 cm. 
Rośliny najlepiej rosną w przepuszczalnej ziemi kompostowej i próchnicznej, w glebie lekkiej i piaszczystej, w miejscach o różnej wystawie, z wyjątkiem północnej, zarówno w miejscach słonecznych, w półcieniu, jak i w cieniu. Nadają się do uprawy w miejscach okresowo przesychających. Nieograniczane mogą pokryć duże powierzchnie. W uprawie szklarniowej paprotka rośnie przez cały rok – systematycznie tworząc nowe liście i zarodnikując. Rośliny tego gatunku są bardzo odporne na mróz – mogą być uprawiane do 3 strefy mrozoodporności.
Wyhodowano następujące kultywary:
- 'Bifido-Cristatum' ('Grandiceps') – końce odcinków liściowych rozwidlone, szczyt liścia wachlarzowato rozgałęziony, szerszy od blaszki liściowej poniżej,
- 'Bifidum' – końce odcinków liściowych rozwidlone,
- 'Bifido-Multifidum' – końce odcinków liściowych rozwidlone, liście pierzasto podzielone[71],
- 'Elegantissimum' – liście trzykrotnie, dwukrotnie i pojedynczo pierzasto podzielone (podobna, z silniej pomarszczonymi, rozetkowato zagęszczonymi końcami liści odmiana 'Cornubiense Grandiceps' uznawana jest za pochodzącą od mieszańca P. ×mantoniae),
- 'Jean Taylor' – liście trzykrotnie i czterokrotnie pierzasto podzielone, z silnie pomarszczonymi, rozetkowato zagęszczonymi końcami liści.

## Obecność w kulturze

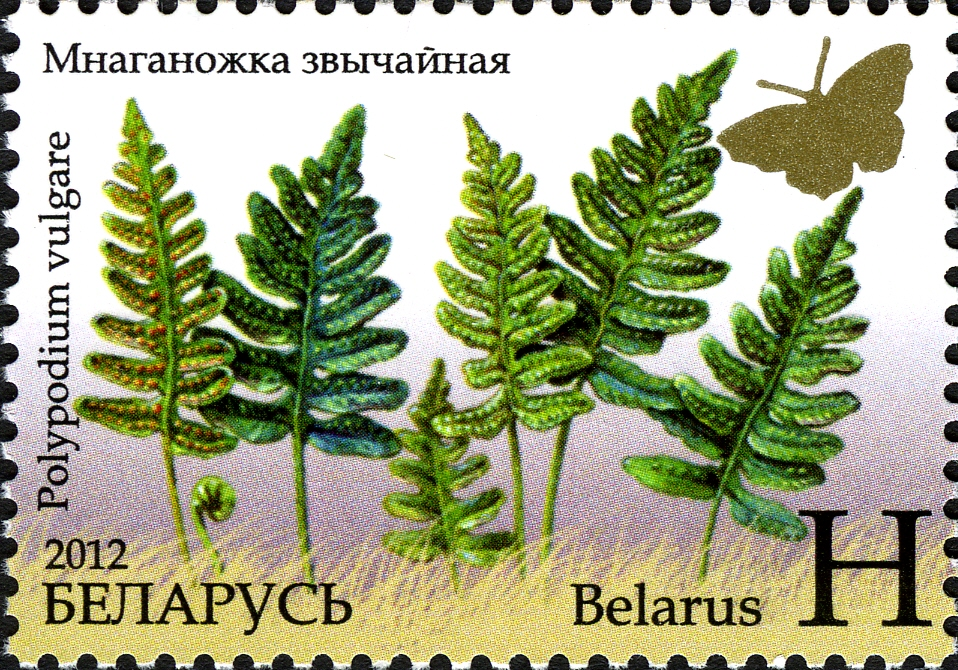
Paprotka zwyczajna na znaczku pocztowym

Według legend z Norwegii paprotka powstała, gdy mleko z piersi Marii z Nazaretu kapnęło do szczeliny skalnej. Nazywane jest tam w efekcie „Mariebregne”. Tak samo „paprocią Marii” gatunek nazywany jest w Danii.
W Polsce z Kielecczyzny pochodzi legenda o tym, że uciekający przed Herodem Maria i Józef nakarmili głodne dzieciątko Jezus tą rośliną. Za sprawą Jezusa paprotka miała na pamiątkę tego zdarzenia utracić gorycz i móc służyć głodnym za pokarm.
Z kolei na Podhalu wierzono, że kłączami paprotki najchętniej żywią się dziwożony. W okolicach Nowego Targu paprotka święcona była wraz z innymi ziołami. Pod Przeworskiem wierzono, że odwar z paprotki miał w osobie, której zostałby podany, wzbudzić miłość do osoby go podającej.